# Temporada da NBA de 1997–98
A temporada da NBA de 1997-98 foi a 52.ª temporada da National Basketball Association. A temporada terminou com os Chicago Bulls a conquistar o seu terceiro campeonato consecutivo e sexto nos últimos oito anos, batendo os Utah Jazz por 4-2 nas finais. Também marcou a despedida de Michael Jordan e o fim da dinastia para os Chicago Bulls, antes da volta de Jordan, em 2001, para os Washington Wizards. Esta foi a última vez que as temporadas regulares da NBA e da NHL terminaram no mesmo dia.

## Ocorrências notáveis
- O All-Star Game da NBA de 1998 foi jogado no Madison Square Garden. No entanto, o Concurso de Afundanços não foi realizado, devido ao risco de lesões, falta de novos truques e falta de jogadores de renome em competições recentes. Em vez disso, uma competição de 2 bolas foi realizada. O extremo/base dos Los Angeles Lakers, Kobe Bryant, tornou-se o mais jovem titular do All-Star aos 19 anos. Michael Jordan ganhou seu terceiro MVP All-Star.
- Os Washington Bullets mudaram de nome para "Wizards". Começaram a temporada na US Airways Arena e, em Dezembro, fizeram o seu primeiro jogo no MCI Center (actualmente Capital One Arena) nesta temporada.
- Devido à demolição do The Omni e à construção da nova Philips Arena, os Atlanta Hawks dividiram os jogos em casa entre o Alexander Coliseum da Georgia Tech (a sua casa original onde jogaram por quatro temporadas quando se mudaram para Atlanta em 1968) e o Georgia Dome.
- Latrell Sprewell, dos Golden State Warriors, foi manchete ao sufocar o técnico do Warriors, P. J. Carlesimo, durante os treinos em 1 de Dezembro de 1997. Sprewell acabou suspenso por 68 jogos, à época a mais longa suspensão da história da NBA. Sprewell seria trocado para os New York Knicks na pré-temporada seguinte.
- Michael Jordan passou Kareem Abdul-Jabbar como o líder de todos os tempos em pontos marcados nos Playoffs da NBA.
- Os Utah Jazz e os Chicago Bulls dividiram o melhor recorde da liga com 62-20 e encontraram-se nas finais da NBA. Os Jazz tiveram a vantagem de começar em casa em virtude do confronto directo (os Jazz venceram durante a temporada 2-0).
- Dois novos recordes foram estabelecidos no 3.º jogo das finais da NBA: maior margem de vitória (42 pontos) e menor número de pontos marcados num jogo das finais da NBA (54) na vitória dos Bulls sobre os Jazz.
- Os San Antonio Spurs estabeleceram um recorde na liga para a maior reviravolta em apenas uma temporada (36 vitórias), quebrando o seu próprio recorde na temporada de 1989-90 da NBA; mais tarde foi quebrado pelos Boston Celtics de 2007-08.
- Após a decisão do treinador Phil Jackson de não voltar aos Bulls, Michael Jordan anunciou a sua segunda retirada da NBA durante o defeso seguinte. Esta foi a temporada final de Jordan com os Chicago Bulls. Scottie Pippen foi trocado por Roy Rogers (que foi dispensado em Fevereiro de 1999) e uma escolha de segundo turno condicional do draft dos Houston Rockets. Dennis Rodman também não renovou, levando ao fim de uma era para os Bulls e a NBA.
- O base dos Houston Rockets, Clyde Drexler, retirou-se depois de quinze temporadas, doze das quais passadas com os Portland Trail Blazers, onde liderou a equipa em duas finais da NBA, em 1990 e 1992. Ele ganhou o seu único campeonato da NBA em 1995 enquanto jogava pelos Rockets.
- O extremo dos Dallas Mavericks, A.C. Green, quebrou o recorde da NBA de mais jogos consecutivos, ultrapassando Randy Smith, ao jogar 906 jogos consecutivos.
- O arco de área restrita foi introduzido.
- Em 27 de Fevereiro de 1998, os Indiana Pacers derrotaram os Portland Trail Blazers por 124-59, marcando a primeira vez na história da NBA que uma equipa marcou mais do que o dobro de pontos que o seu adversário.
- A Nike tornou-se a fornecedora oficial de equipamentos da NBA (Boston Celtics, Chicago Bulls, Dallas Mavericks, Detroit Pistons, Los Angeles Lakers, Miami Heat, Portland Trail Blazers, San Antonio Spurs, Toronto Raptors e Washington Wizards), algo que durou sete anos. Outras equipas da NBA foram equipadas pela Starter Clothing Line, Puma, Reebok ou pela Champion.
- Os Denver Nuggets perderam 71 jogos, juntando-se aos Philadelphia 76ers de 1972-73, aos Los Angeles Clippers de 1986-87 e aos Dallas Mavericks de 1992-93 (subsequentemente os Nets de 2009-10 e os 76ers de 2015-16) como as únicas equipas a perder 70 jogos numa temporada. Os Nuggets também igualaram o maior número de derrotas consecutivas numa única temporada com 23 derrotas consecutivas, dividindo a marca com os Vancouver Grizzlies de 1995-96.
- Todas as equipas da Conferência Oeste que falharam os playoffs tiveram 55 ou mais derrotas. Quatro deles perderam mais de 62 jogos. O nono colocado, os Sacramento Kings, terminou a temporada com um recorde de 27-55, perdendo 19 de seus últimos 20 jogos. Os Kings terminaram 14 jogos atrás do 8.º, os Houston Rockets, com 41-41, enquanto o décimo colocado, os Dallas Mavericks, terminou com um recorde de 20-62. Todas as equipes da Conferência Leste que falharam os playoffs tiveram trinta ou mais vitórias, excepto os Toronto Raptors, que terminou com um recorde de 16-66.
- Violet Palmer e Dee Kantner tornaram-se as duas primeiras árbitras na história da NBA (assim como qualquer uma das quatro principais ligas desportivas profissionais dos Estados Unidos). Kantner seria demitida após a temporada de 2001-02, enquanto Palmer teria longa carreira de 19 anos antes de se retirar após a temporada 2015-16.

## Mudanças no comando técnico
| Pré-temporada          | Pré-temporada            | Pré-temporada        |
| Equipa                 | Treinador em 1996–97     | Treinador em 1997–98 |
| ---------------------- | ------------------------ | -------------------- |
| Boston Celtics         | M. L. Carr               | Rick Pitino          |
| Denver Nuggets         | Dick Motta               | Bill Hanzlik         |
| Golden State Warriors  | Rick Adelman             | P. J. Carlesimo      |
| Indiana Pacers         | Larry Brown              | Larry Bird           |
| Orlando Magic          | Richie Adubato           | Chuck Daly           |
| Philadelphia 76ers     | Johnny DavisJohnny Davis | Larry Brown          |
| Portland Trail Blazers | P. J. Carlesimo          | Mike Dunleavy, Sr.   |
| Vancouver Grizzlies    | Stu Jackson              | Brian Hill           |
| Durante a temporada    |                          |                      |
| Equipa                 | Saiu                     | Entrou               |
| Dallas Mavericks       | Jim Cleamons             | Don Nelson           |
| Detroit Pistons        | Doug Collins             | Alvin Gentry         |
| Toronto Raptors        | Darrell Walker           | Butch Carter         |

## Classificação

### Conferência Leste
| Equipe             | V  | D  | %V   | P  |
| ------------------ | -- | -- | ---- | -- |
| Miami Heat         | 55 | 27 | .671 | -  |
| New York Knicks    | 43 | 39 | .524 | 12 |
| New Jersey Nets    | 43 | 39 | .524 | 12 |
| Washington Wizards | 42 | 40 | .512 | 13 |
| Orlando Magic      | 41 | 41 | .500 | 14 |
| Boston Celtics     | 36 | 46 | .439 | 19 |
| Philadelphia 76ers | 31 | 51 | .378 | 24 |

| Equipe              | V  | D  | %V   | P  |
| ------------------- | -- | -- | ---- | -- |
| Chicago Bulls C     | 62 | 20 | .756 | -  |
| Indiana Pacers      | 58 | 24 | .707 | 4  |
| Charlotte Hornets   | 51 | 31 | .622 | 11 |
| Atlanta Hawks       | 50 | 32 | .610 | 12 |
| Cleveland Cavaliers | 47 | 35 | .573 | 15 |
| Detroit Pistons     | 37 | 45 | .451 | 25 |
| Milwaukee Bucks     | 36 | 46 | .439 | 26 |
| Toronto Raptors     | 16 | 66 | .195 | 46 |

### Conferência Oeste
| Equipe                 | V  | D  | %V   | P  |
| ---------------------- | -- | -- | ---- | -- |
| Utah Jazz              | 62 | 20 | .756 | -  |
| San Antonio Spurs      | 56 | 26 | .683 | 6  |
| Minnesota Timberwolves | 45 | 37 | .549 | 17 |
| Houston Rockets        | 41 | 41 | .500 | 21 |
| Dallas Mavericks       | 20 | 62 | .244 | 42 |
| Vancouver Grizzlies    | 19 | 63 | .232 | 43 |
| Denver Nuggets         | 11 | 71 | .134 | 51 |

| Equipe                 | V  | D  | %V   | P  |
| ---------------------- | -- | -- | ---- | -- |
| Seattle Supersonics    | 61 | 21 | .744 | -  |
| Los Angeles Lakers     | 61 | 21 | .744 | -  |
| Phoenix Suns           | 56 | 26 | .683 | 5  |
| Portland Trail Blazers | 46 | 36 | .561 | 15 |
| Sacramento Kings       | 27 | 55 | .329 | 34 |
| Golden State Warriors  | 19 | 63 | .232 | 42 |
| Los Angeles Clippers   | 17 | 65 | .207 | 44 |

* V: Vitórias
* D: Derrotas
* %V: Porcentagem de vitórias
* P: Partidas de diferença para primeira posição
* C: Campeão

## Playoffs
|  | Primeira Rodada   | Primeira Rodada | Primeira Rodada |             |    | Semifinais da Conferência | Semifinais da Conferência | Semifinais da Conferência |  |  | Finais da Conferência | Finais da Conferência | Finais da Conferência |  |  | Finais da NBA | Finais da NBA | Finais da NBA |  |
|  |                   |                 |                 |             |    |                           |                           |                           |  |  |                       |                       |                       |  |  |               |               |               |  |
|  | 1                 | Utah            | 3               |             |    |                           |                           |                           |  |  |                       |                       |                       |  |  |               |               |               |  |
|  | 1                 | Utah            | 3               |             |    |                           |                           |                           |  |  |                       |                       |                       |  |  |               |               |               |  |
|  | 8                 | Houston         | 2               |             |    |                           |                           |                           |  |  |                       |                       |                       |  |  |               |               |               |  |
|  | 8                 | Houston         | 2               |             | 1  | Utah                      | 4                         |                           |  |  |                       |                       |                       |  |  |               |               |               |  |
|  |                   |                 |                 |             | 1  | Utah                      | 4                         |                           |  |  |                       |                       |                       |  |  |               |               |               |  |
|  |                   |                 | 5               | San Antonio | 1  |                           |                           |                           |  |  |                       |                       |                       |  |  |               |               |               |  |
|  | 4                 | Phoenix         | 5               | San Antonio | 1  | 1                         |                           |                           |  |  |                       |                       |                       |  |  |               |               |               |  |
|  | 4                 | Phoenix         |                 |             |    |                           |                           |                           |  |  |                       |                       |                       |  |  |               |               |               |  |
|  | 5                 | San Antonio     | 3               |             |    |                           |                           |                           |  |  |                       |                       |                       |  |  |               |               |               |  |
|  | 5                 | San Antonio     | 3               |             | 1  | Utah                      | 4                         |                           |  |  |                       |                       |                       |  |  |               |               |               |  |
|  | Conferencia Oeste |                 |                 |             | 1  | Utah                      | 4                         |                           |  |  |                       |                       |                       |  |  |               |               |               |  |
|  |                   |                 | 3               | L.A. Lakers | 0  |                           |                           |                           |  |  |                       |                       |                       |  |  |               |               |               |  |
|  | 3                 | L.A. Lakers     | 3               | L.A. Lakers | 0  | 3                         |                           |                           |  |  |                       |                       |                       |  |  |               |               |               |  |
|  | 3                 | L.A. Lakers     |                 |             |    |                           |                           |                           |  |  |                       |                       |                       |  |  |               |               |               |  |
|  | 6                 | Portland        | 1               |             |    |                           |                           |                           |  |  |                       |                       |                       |  |  |               |               |               |  |
|  | 6                 | Portland        | 1               |             | 3  | L.A. Lakers               | 4                         |                           |  |  |                       |                       |                       |  |  |               |               |               |  |
|  |                   |                 |                 |             | 3  | L.A. Lakers               | 4                         |                           |  |  |                       |                       |                       |  |  |               |               |               |  |
|  |                   |                 | 2               | Seattle     | 1  |                           |                           |                           |  |  |                       |                       |                       |  |  |               |               |               |  |
|  | 2                 | Seattle         | 2               | Seattle     | 1  | 3                         |                           |                           |  |  |                       |                       |                       |  |  |               |               |               |  |
|  | 2                 | Seattle         |                 |             |    |                           |                           |                           |  |  |                       |                       |                       |  |  |               |               |               |  |
|  | 7                 | Minnesota       | 2               |             |    |                           |                           |                           |  |  |                       |                       |                       |  |  |               |               |               |  |
|  | 7                 | Minnesota       | 2               |             | O1 | Utah                      | 2                         |                           |  |  |                       |                       |                       |  |  |               |               |               |  |
|  |                   |                 |                 |             |    |                           |                           |                           |  |  |                       |                       |                       |  |  |               |               |               |  |
|  |                   |                 | L1              | Chicago     | 4  |                           |                           |                           |  |  |                       |                       |                       |  |  |               |               |               |  |
|  | 1                 | Chicago         | L1              | Chicago     | 4  | 3                         |                           |                           |  |  |                       |                       |                       |  |  |               |               |               |  |
|  | 1                 | Chicago         |                 |             |    |                           |                           |                           |  |  |                       |                       |                       |  |  |               |               |               |  |
|  | 8                 | New Jersey      | 0               |             |    |                           |                           |                           |  |  |                       |                       |                       |  |  |               |               |               |  |
|  | 8                 | New Jersey      | 0               |             | 1  | Chicago                   | 4                         |                           |  |  |                       |                       |                       |  |  |               |               |               |  |
|  |                   |                 |                 |             | 1  | Chicago                   | 4                         |                           |  |  |                       |                       |                       |  |  |               |               |               |  |
|  |                   |                 | 4               | Charlotte   | 1  |                           |                           |                           |  |  |                       |                       |                       |  |  |               |               |               |  |
|  | 4                 | Charlotte       | 4               | Charlotte   | 1  | 3                         |                           |                           |  |  |                       |                       |                       |  |  |               |               |               |  |
|  | 4                 | Charlotte       |                 |             |    |                           |                           |                           |  |  |                       |                       |                       |  |  |               |               |               |  |
|  | 5                 | Atlanta         | 1               |             |    |                           |                           |                           |  |  |                       |                       |                       |  |  |               |               |               |  |
|  | 5                 | Atlanta         | 1               |             | 1  | Chicago                   | 4                         |                           |  |  |                       |                       |                       |  |  |               |               |               |  |
|  | Conferencia Leste |                 |                 |             | 1  | Chicago                   | 4                         |                           |  |  |                       |                       |                       |  |  |               |               |               |  |
|  |                   |                 | 3               | Indiana     | 3  |                           |                           |                           |  |  |                       |                       |                       |  |  |               |               |               |  |
|  | 3                 | Indiana         | 3               | Indiana     | 3  | 3                         |                           |                           |  |  |                       |                       |                       |  |  |               |               |               |  |
|  | 3                 | Indiana         |                 |             |    |                           |                           |                           |  |  |                       |                       |                       |  |  |               |               |               |  |
|  | 6                 | Cleveland       | 1               |             |    |                           |                           |                           |  |  |                       |                       |                       |  |  |               |               |               |  |
|  | 6                 | Cleveland       | 1               |             | 3  | Indiana                   | 4                         |                           |  |  |                       |                       |                       |  |  |               |               |               |  |
|  |                   |                 |                 |             | 3  | Indiana                   | 4                         |                           |  |  |                       |                       |                       |  |  |               |               |               |  |
|  |                   |                 | 7               | New York    | 1  |                           |                           |                           |  |  |                       |                       |                       |  |  |               |               |               |  |
|  | 2                 | Miami           | 7               | New York    | 1  | 2                         |                           |                           |  |  |                       |                       |                       |  |  |               |               |               |  |
|  | 2                 | Miami           |                 |             |    |                           |                           |                           |  |  |                       |                       |                       |  |  |               |               |               |  |
|  | 7                 | New York        | 3               |             |    |                           |                           |                           |  |  |                       |                       |                       |  |  |               |               |               |  |

## Líderes de estatística
| Categoria                       | Jogador          | Equipa              | Estatística |
| ------------------------------- | ---------------- | ------------------- | ----------- |
| Pontos por jogo                 | Michael Jordan   | Chicago Bulls       | 28.7        |
| Ressaltos por jogo              | Dennis Rodman    | Chicago Bulls       | 15.0        |
| Assistências por jogo           | Rod Strickland   | Washington Wizards  | 10.5        |
| Roubos de bola por jogo         | Mookie Blaylock  | Atlanta Hawks       | 2.61        |
| Desarmes de lançamento por jogo | Marcus Camby     | Toronto Raptors     | 3.65        |
| Lançamentos de campo (%)        | Shaquille O'Neal | Los Angeles Lakers  | .584        |
| Lances livres (%)               | Chris Mullin     | Indiana Pacers      | .939        |
| Triplos (%)                     | Dale Ellis       | Seattle SuperSonics | .464        |

## Prémios da NBA

### Prémios anuais
- Jogador mais valioso: Michael Jordan (Chicago Bulls)
- Novato do Ano: Tim Duncan (San Antonio Spurs)
- Jogador defensivo do Ano: Dikembe Mutombo (Atlanta Hawks)
- Sexto homem do ano: Danny Manning (Phoenix Suns)
- Jogador que mais evoluiu: Alan Henderson (Atlanta Hawks)
- Treinador do Ano: Larry Bird (Indiana Pacers)
- Primeira equipa da NBA:
  - E – Tim Duncan (San Antonio Spurs)
  - E – Karl Malone (Utah Jazz)
  - P – Shaquille O'Neal (Los Angeles Lakers)
  - B – Michael Jordan (Chicago Bulls)
  - B – Gary Payton (Seattle SuperSonics)
- Segunda equipe da NBA:
  - E – Vin Baker (Seattle SuperSonics)
  - E – Grant Hill (Detroit Pistons)
  - P – David Robinson (San Antonio Spurs)
  - B – Tim Hardaway (Miami Heat)
  - B – Rod Strickland (Washington Wizards)
- Terceira equipe da NBA:
  - E – Scottie Pippen (Chicago Bulls)
  - E – Glen Rice (Charlotte Hornets)
  - P – Dikembe Mutombo (Atlanta Hawks)
  - B – Mitch Richmond (Sacramento Kings)
  - B – Reggie Miller (Indiana Pacers)
- Primeira equipa defensiva da NBA:
  - E – Scottie Pippen (Chicago Bulls)
  - E – Karl Malone (Utah Jazz)
  - P – Dikembe Mutombo (Atlanta Hawks)
  - B – Gary Payton (Seattle SuperSonics)
  - B – Michael Jordan (Chicago Bulls)
- Segunda equipa defensiva da NBA:
  - E – Charles Oakley (New York Knicks)
  - E – Tim Duncan (San Antonio Spurs)
  - P – David Robinson (San Antonio Spurs)
  - B – Eddie Jones (Los Angeles Lakers)
  - B – Mookie Blaylock (Atlanta Hawks)
- Primeira equipa de novatos da NBA:
  - Tim Duncan (San Antonio Spurs)
  - Keith Van Horn (New Jersey Nets)
  - Zydrunas Ilgauskas (Cleveland Cavaliers)
  - Ron Mercer (Boston Celtics)
  - Brevin Knight (Cleveland Cavaliers)
- Segunda equipa de novatos da NBA:
  - Maurice Taylor) (Los Angeles Clippers)
  - Cedric Henderson) (Cleveland Cavaliers)
  - Tim Thomas) (Philadelphia 76ers)
  - Bobby Jackson) (Denver Nuggets)
  - Derek Anderson) (Cleveland Cavaliers)

Nota: Todas as informações nesta página foram obtidas na secção de Históra em NBA.com

### Jogador da Semana
Os seguintes jogadores foram nomeados Jogador da semana da NBA.
| Semana                            | Jogador                               |
| --------------------------------- | ------------------------------------- |
| 31 de Outubro – 8 de Novembro     | Dikembe Mutombo (Atlanta Hawks)       |
| 9 de Novembro – 15 de Novembro    | Shaquille O'Neal (Los Angeles Lakers) |
| 16 de Novembro – 22 de Novembro   | Michael Jordan (Chicago Bulls)        |
| 23 de Novembro – 29 de Novembro   | Karl Malone (Utah Jazz)               |
| 30 de Novembro – 6 de Dezembro    | Wesley Person (Cleveland Cavaliers)   |
| 7 de Dezembro – 13 de Dezembro    | Glen Rice (Charlotte Hornets)         |
| 14 de Dezembro – 20 de Dezembro   | Michael Jordan (Chicago Bulls)        |
| 21 de Dezembro – 27 de Dezembro   | David Robinson (San Antonio Spurs)    |
| 28 de Dezembro – 3 de Janeiro     | Rik Smits (Indiana Pacers)            |
| 4 de Janeiro – 10 de Janeiro      | Steve Smith (Atlanta Hawks)           |
| 11 de Janeiro – 17 de Janeiro     | Allen Iverson) (Philadelphia 76ers    |
| 18 de Janeiro – 24 de Janeiro)    | Jayson Williams (New Jersey Nets      |
| 25 de Janeiro - 31 de Janeiro     | David Robinson (San Antonio Spurs     |
| 10 de Fevereiro – 14 de Fevereiro | Karl Malone (Utah Jazz)               |
| 15 de Fevereiro – 21 de Fevereiro | Nick Anderson (Orlando Magic)         |
| 22 de Fevereiro – 28 de Fevereiro | Tim Duncan (San Antonio Spurs)        |
| 1 de Março – 7 de Março           | Karl Malone (Utah Jazz)               |
| 8 de Março – 14 de Março          | Jason Kidd (Phoenix Suns)             |
| 15 de Março – 21 de Março         | Shaquille O'Neal (Los Angeles Lakers) |
| 22 de Março – 28 de Março         | Alonzo Mourning (Miami Heat)          |
| 29 de Março – 4 de Abril          | Michael Jordan (Chicago Bulls)        |
| 5 de Abril – 11 de Abril          | Sam Cassell (New Jersey Nets)         |
| 12 de Abril – 18 de Abril         | Jason Kidd (Phoenix Suns)             |

### Jogador do Mês
Os seguintes jogadores foram nomeados Jogador do Mês da NBA.
| Mês       | Jogador                               |
| --------- | ------------------------------------- |
| Novembro  | Eddie Jones (Los Angeles Lakers)      |
| Dezembro  | Michael Jordan (Chicago Bulls)        |
| Janeiro   | Shaquille O'Neal (Los Angeles Lakers) |
| Fevereiro | Karl Malone (Utah Jazz)               |
| Março     | Michael Jordan (Chicago Bulls)        |
| Abril     | Shaquille O'Neal (Los Angeles Lakers) |

### Novato do Mês
Os seguintes jogadores foram nomeados Novato do Mês da NBA.
| Mês       | Jogador                        |
| --------- | ------------------------------ |
| Novembro  | Tim Duncan (San Antonio Spurs) |
| Dezembro  | Tim Duncan (San Antonio Spurs) |
| Janeiro   | Tim Duncan (San Antonio Spurs) |
| Fevereiro | Tim Duncan (San Antonio Spurs) |
| Março     | Tim Duncan (San Antonio Spurs) |
| Abril     | Tim Duncan (San Antonio Spurs) |

### Treinador do Mês
Os seguintes treinadores foram nomeados Treinador do Mês da NBA.
| Mês       | Treinador                         |
| --------- | --------------------------------- |
| Novembro  | Lenny Wilkens (Atlanta Hawks)     |
| Dezembro  | George Karl (Seattle SuperSonics) |
| Janeiro   | Larry Bird (Indiana Pacers)       |
| Fevereiro | Pat Riley (Miami Heat)            |
| Março     | Jerry Sloan (Utah Jazz)           |
| Abril     | Del Harris (Los Angeles Lakers)   |